# Множина Жуліа

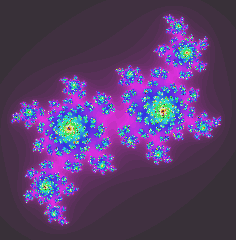
Множина Жуліа. Точніше, це не сама множина (яка в цьому випадку складається з незв'язних точок і не може бути намальована), а точки з її околу. Чим яскравіше точка, тим ближче вона до множини Жуліа і тим більше ітерацій їй потрібно, щоб відійти від нуля на задану велику відстань

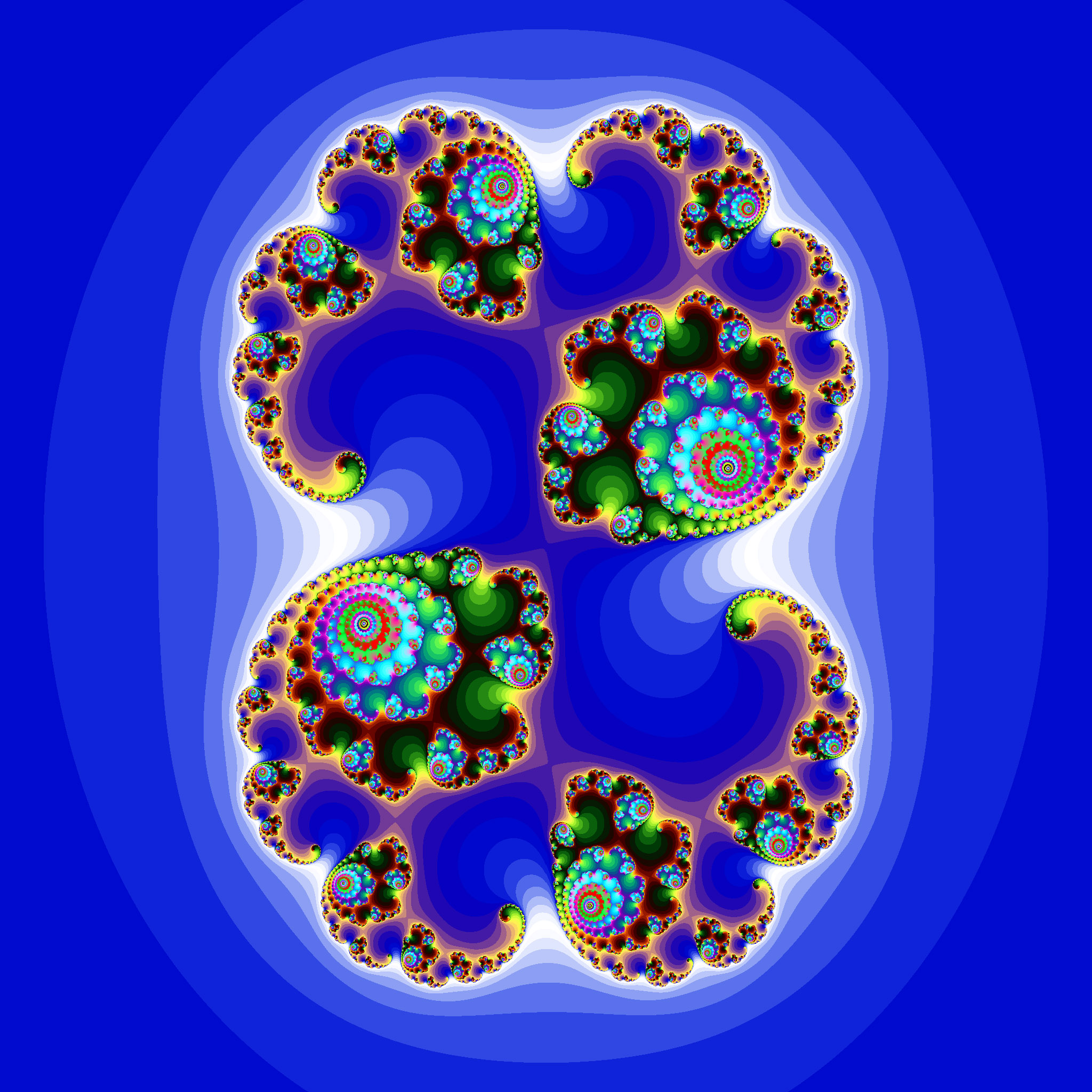
Множина Жуліа. Точніше, це не сама множина (яка в цьому випадку складається з незв'язних точок і не може бути намальована), а точки з її околу. Чим яскравіше точка, тим ближче вона до множини Жуліа і тим більше ітерацій їй потрібно, щоб відійти від нуля на задану велику відстань

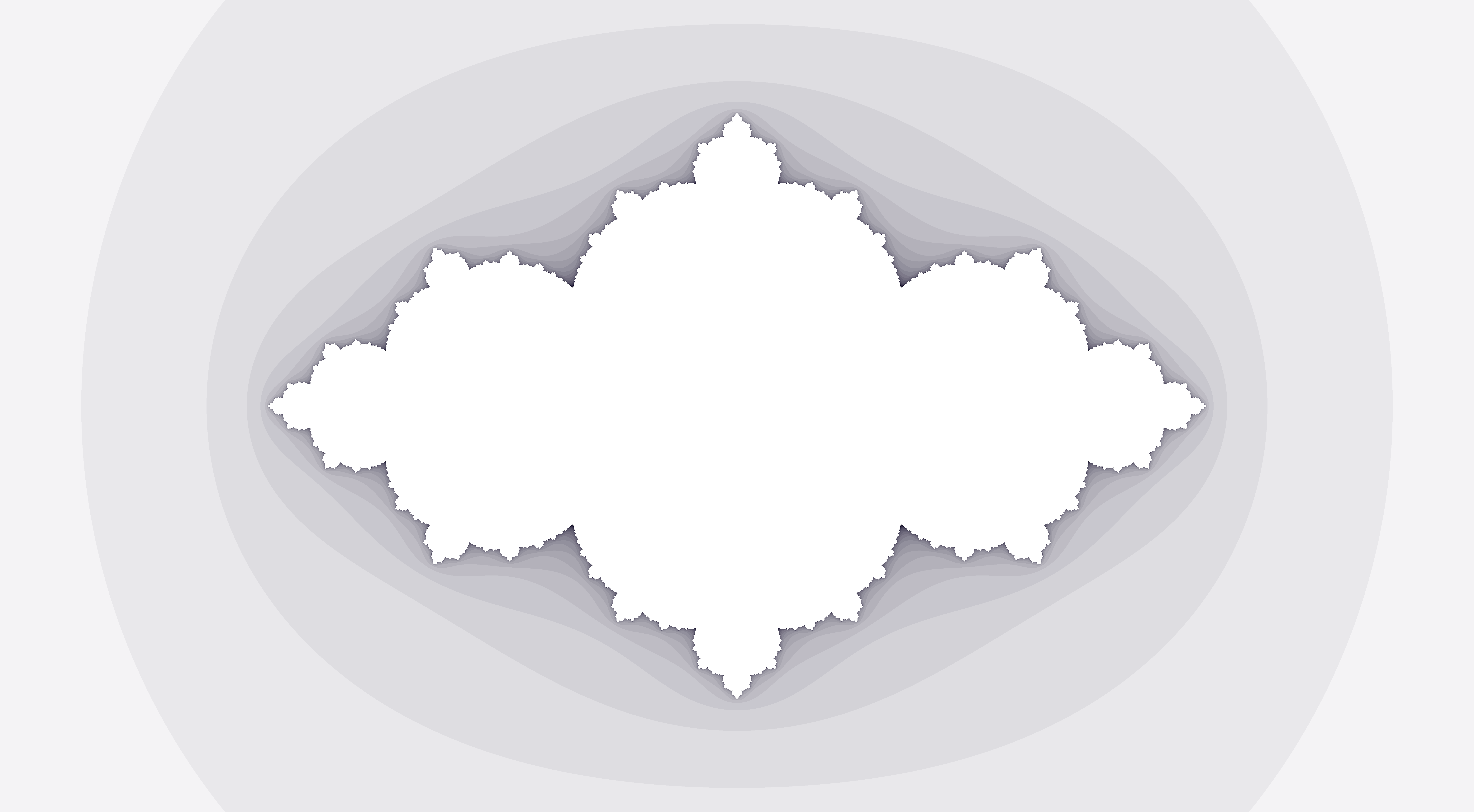
Заповнена множина Жуліа для відображення, де є золотим перетином. Осьова симетрія свідчить про відсутність уявної складової у вільному члені відображення)

У голоморфній динаміці, множина́ Жуліа́ {\displaystyle J(f)} раціонального відображення {\displaystyle f:\mathbb {C} P^{1}\to \mathbb {C} P^{1}} — множина точок, динаміка в околиці яких у певному сенсі нестійка відносно малих збурень початкового положення. У випадку, якщо {\displaystyle f} — поліном, розглядають також заповнену множину Жуліа — множину точок, що не прямують до нескінченності. Звичайна множина Жуліа при цьому є її межею.
Множина Фату́ {\displaystyle F(f)} — доповнення до множини Жуліа. Іншими словами, динаміка ітерування f на {\displaystyle F(f)} регулярна, а на {\displaystyle J(f)} хаотична.
Доповнює велику теорему Пікара про «поведінку аналітичної функції в околі істотно особливої точки».
Ці множини названі за іменами французьких математиків Гастона Жуліа і П'єра Фату, які поклали початок дослідженням голоморфної динаміки на початку XX століття.

## Визначення
Нехай {\displaystyle f:\mathbb {C} P^{1}\to \mathbb {C} P^{1}} — раціональне відображення. Множина Фату складається з точок {\displaystyle z}, таких, що в обмеженні на досить малий окіл {\displaystyle z} послідовність ітерацій
{\displaystyle (f^{n})_{n\in \mathbb {N} }}
утворює нормальну родину в сенсі Монтеля. Множина Жуліа — доповнення до множини Фату.
Це визначення допускає таке еквівалентне переформулювання: множина Фату це множина тих точок, орбіти яких стійкі за Ляпуновим. (Еквівалентність переформулювання неочевидна, але вона випливає з теореми Монтеля.)

## Властивості
- Як випливає з визначень, множина Жуліа завжди замкнута, а множина Фату — відкрита.
- Множина Жуліа для відображення степеня[ru], більшого ніж 1, завжди непорожня (інакше можна було б вибрати рівномірно збіжну підпослідовність з ітерацій). Стосовно ж множини Фату аналогічне твердження неправильне: існують приклади, в яких множина Жуліа виявляється всією сферою Рімана. Такий приклад можна побудувати, взявши відображення {\displaystyle z\mapsto 2z(mod\,\mathbb {Z} [i])} подвоєння на торі {\displaystyle \mathbb {C} /\mathbb {Z} [i]} (динаміка якого, очевидно, скрізь хаотична) і пропустивши його через {\displaystyle \wp }-функцію Веєрштрасса {\displaystyle \wp :\mathbb {C} /\mathbb {Z} [i]\to \mathbb {C} P^{1}}.
- Множина Жуліа є замиканням об'єднання всіх відштовхувальних періодичних орбіт.
- Множини Фату і Жуліа обидві повністю інваріантні під дією f, тобто збігаються як зі своїм образом, так і з повним прообразом:

{\displaystyle \ f^{-1}(J(f))=f(J(f))=J(f),}
{\displaystyle \ f^{-1}(F(f))=f(F(f))=F(f).}
- Множина Жуліа {\displaystyle J(f)} є межею (повного) басейну тяжіння будь-якої притягальної або суперпритягальної орбіти; окремим випадком цього є твердження, що {\displaystyle J(f)} це межа заповненої множини Жуліа (оскільки для поліноміального відображення нескінченність — суперпритягальна нерухома точка, а заповнена множина Жуліа є доповнення до її басейну тяжіння). Крім того, взявши полиноміальне відображення з трьома різними притягальними нерухомими точками, отримуємо приклад трьох відкритих (природно, незв'язних) множин на площині зі спільною межею.
- Якщо відкрита множина {\displaystyle U} перетинає множину Жуліа, то, починаючи з деякого досить великого n, образ {\displaystyle f^{n}(U\cap J)=f^{n}(U)\cap J} збігається з усією множиною Жуліа {\displaystyle J}. Іншими словами, ітерації розтягують як завгодно маленький окіл у множині Жуліа на всю множину Жуліа.
- Оскільки зазначене вище розтягнення найчастіше відбувається досить швидко, голоморфні відображення конформні, а множина Жуліа інваріантна щодо динаміки — вона виявляється такою, що має фрактальну структуру: її маленькі частини схожі на великі.
- Якщо множина Жуліа відмінна від усієї сфери Рімана, то вона не має внутрішніх точок.
- Для всіх точок z сфери Рімана, крім, можливо, двох, множина граничних точок послідовності повних прообразів {\displaystyle f^{-n}(z)} є множиною Жуліа. Ця властивість застосовується в комп'ютерних алгоритмах побудови множини Жуліа.
- Теорема Саллівана[ru] стверджує, що будь-яка компонента зв'язності множини Фату передперіодична. Своєю чергою теорема про класифікацію періодичних компонент множини Фату стверджує, що періодичні компоненти бувають одного з чотирьох типів: басейн тяжіння притягальної або суперпритягальної нерухомої або періодичної точки, пелюстка Фату параболічної точки, диск Зигеля[ru] і кільце Ермана[ru].

## Пов'язані поняття
Квадратичне відображення {\displaystyle z\mapsto P_{2}(z)} заміною координат завжди зводиться до вигляду {\displaystyle z\mapsto z^{2}+c}. Виявляється, що множина Жуліа буде зв'язною тоді і тільки тоді, коли критична точка {\displaystyle z=0} (або, що те ж саме, її образ {\displaystyle z=c}) не йде у нескінченність. У разі, якщо ітерації 0 прямують до нескінченності, множина Жуліа (яка збігається, в цьому випадку, з заповненою множиною Жуліа) виявляється гомеоморфною канторовій множині й має міру нуль. У цьому випадку її називають пилом Фату (попри назву, яка збиває з пантелику, це саме множина Жуліа — множина хаотичної динаміки).
Множина параметрів c, при яких множина Жуліа квадратичної динаміки зв'язна, називається множиною Мандельброта. Вона також має фрактальну структуру (і є, ймовірно, одним з найбільш знаменитих фракталів).

## Чисельна побудова

### Метод сканування межі (BSM)
Якщо функція {\displaystyle f} має кілька атракторів (нерухомих або періодичних притягувальних точок), множина Жуліа є межею басейну тяжіння будь-якого з них. На цій властивості заснований алгоритм побудови зображення множини Жуліа, названий «методом сканування межі» (boundary scanning method, BSM). Він полягає в такому. Розглянемо сітку прямокутних пікселів. Щоб визначити, чи слід зафарбовувати піксель як такий, що належить множині Жуліа, обчислюється образ кожного з його «кутів» під дією великого числа ітерацій f. Якщо образи далекі один від одного, значить кути належать басейнам різних атракторів. З цього випливає, що межа між басейнами проходить через цей піксель, і він зафарбовується. Перебираючи всі пікселі, отримуємо зображення, що наближає множину Жуліа.
Цей метод також можна використовувати й у разі, коли двох атракторів немає, але є диски Зигеля, кільця Ермана або параболічні басейни. (Якщо дві близькі точки залишаються близькими, значить їхні орбіти стійкі за Ляпуновим, і невеликий окіл цих точок належить області Фату; інакше поблизу них є точки множини Жуліа.) Однак, цей метод не працює, коли відображення має лише один атрактор, і майже вся сфера Рімана є його басейном тяжіння. (Наприклад, {\displaystyle z\mapsto z^{2}+i}.)

### Метод обчислення зворотних ітерацій (IIM)

Значення c для кожного кадру обчислюються за формулою:, де,.

Множина Жуліа є замиканням об'єднання всіх повних прообразів будь-якої відштовхувальної нерухомої точки. Отже, якщо є ефективний алгоритм обчислення зворотного відображення {\displaystyle f^{-1}}і відома хоча б одна відштовхувальна нерухома точка, для побудови множини Жуліа можна послідовно обчислювати її зворотні образи. На кожному кроці у кожної точки є стільки ж прообразів, який степінь f, тому загальне число прообразів зростає експоненціально, і зберігання їх координат вимагає великих обсягів пам'яті. На практиці також використовується така модифікація: на кожному кроці вибирається один випадковий прообраз. При цьому, однак, потрібно враховувати, що такий алгоритм обходить множину Жуліа не рівномірно: в деякі області може потрапити тільки за дуже великий (практично недосяжний) час, і вони не будуть зображені на отриманому графіку.

## Цікаві факти
Математики довели, що довільна замкнена фігура на площині може бути як завгодно близько наближена множиною Жуліа для відповідного многочлена. Серед іншого, як демонстрацію власної техніки, ученим вдалося побудувати досить хороше наближення силуету кота. За словами вчених, їхній приклад наочно демонструє, що динаміка поліноміальних (тобто задаваних многочленами) динамічних систем може бути влаштована максимально різноманітно. Вони кажуть, що запропонований ними приклад буде корисний у теорії таких систем